# Millepora alcicornis
Millepora alcicornis е вид безгръбначно животно от семейство Milleporidae. Възникнал е преди около 33,9 млн. години по времето на периода палеоген. Видът не е застрашен от изчезване.

## Разпространение и местообитание
Разпространен е в Ангуила, Антигуа и Барбуда, Барбадос, Бахамски острови, Белиз, Бонер, Бразилия, Британски Вирджински острови, Венецуела, Гваделупа, Гренада, Доминика, Доминиканска република, Кабо Верде, Кайманови острови, Колумбия, Коста Рика, Куба, Кюрасао, Малки далечни острови на САЩ, Мексико, Монсерат, Никарагуа, Панама, Саба, САЩ, Свети Мартин, Сейнт Винсент и Гренадини, Сейнт Китс и Невис, Сейнт Лусия, Сен Бартелми, Сен Естатиус, Синт Мартен, Тринидад и Тобаго, Хаити, Хондурас и Ямайка.
Обитава крайбрежията на океани, морета, заливи и рифове в райони с тропически и субтропичен климат.

## Описание
Популацията на вида е стабилна.